# Storena canalensis
Storena canalensis är en spindelart som beskrevs av Lucien Berland 1924. Storena canalensis ingår i släktet Storena och familjen Zodariidae.
Artens utbredningsområde är Nya Kaledonien. Inga underarter finns listade i Catalogue of Life.